# Martens Peak
Martens Peak (in lingua inglese: Picco Martens) è un picco roccioso antartico, situato nel settore nordorientale dei Ford Nunataks, nel Wisconsin Range della catena dei Monti Horlick, nei Monti Transantartici, in Antartide.
Il picco è stato mappato dall'United States Geological Survey (USGS) sulla base di rilevazioni e foto aeree scattate dalla U.S. Navy nel periodo 1960-64.
La denominazione è stata assegnata dall'Advisory Committee on Antarctic Names (US-ACAN), in onore di Edward A. Martens, operatore radio che faceva parte del gruppo che ha trascorso l'inverno 1960 presso la Stazione Byrd e l'inverno 1965 presso la Base McMurdo.